# Wolfgang Müller (Hockeyspieler)
Wolfgang Müller (* 18. Februar 1938 in Hannover) ist ein ehemaliger deutscher Hockeyspieler, der 1968 Olympiavierter wurde.
Wolfgang Müller spielte für die SG 74 Hannover.
1967 debütierte er in der deutschen Hockeynationalmannschaft. Bei den Olympischen Spielen 1968 in Mexiko-Stadt war er Ersatztorwart hinter Wolfgang Rott. Müller stand nur im Vorrundenspiel gegen Mexiko im Tor, das die Deutschen mit 5:1 gewannen. Im Turnierverlauf wurden die Deutschen nach Niederlagen gegen Pakistan und Indien Vierte.
Insgesamt wirkte Wolfgang Müller von 1967 bis 1969 in fünf Länderspielen mit.